# Арцбах
Арцбах (нем. Arzbach) — община и климатический курорт района Рейн-Лан в земле Рейнланд-Пфальц, Германия. Входит в состав сообщества общин Бад-Эмс.

## История
Арцбах расположен на Верхнегерманско-ретийском лимесе. Впервые документально Арцбах был упомянут в 1235 году. Он принадлежал курфюршеству Трир. С 1806 года он был частью герцогства Нассау, которое было аннексировано Пруссией в 1866 году. С 1947 года является частью земли Рейнланд-Пфальц. Входит в состав сообщества общин Бад-Эмс с момента его образования в 1972 году, но в состав района Рейн-Лан был включён только в 1974 году.

## Политика
Совет общины в Арцбахе состоит из 16 членов, избранных на муниципальных выборах 7 июня 2009 года, и бургомистра, действующего на общественных началах в качестве председателя. Распределение мест в Совете общины: СДПГ — 10, самовыдвиженцы — 6.

## Культура и достопримечательности
Арцбах расположен на туристическом маршруте Немецкая дорога лимеса.

## Экономика и инфраструктура
Арцбах относится к транспортному объединению Рейн-Мозель (Verkehrsverbund Rhein-Mosel). Автобусные маршруты 460 и 557 соединяют его с ближайшим региональным железнодорожным вокзалом, с городом Бад-Эмс, а также с вокзалами поездов дальнего следования в Кобленце и Монтабауре.
В Арцбахе имеется детский сад и начальная школа. Ближайшие общеобразовательные школы повышенного типа находятся в Бад-Эмсе.